# Réserve naturelle de Breimyr
La réserve naturelle de Breimyr  est une réserve naturelle norvégienne qui est située dans le municipalité de Holmestrand, dans le comté de Vestfold.

## Description
La réserve naturelle de 0,105 km2 a été créée en 1980. Elle se situe au sud de Sundbyfoss.
C'est une tourbière surélevée, ou tourbière pluviale, qui se nourrit de l'eau de pluie. Au milieu de Breimyr, il y a une montagne basse et saillante. La montagne est située à la frontière municipale entre Hof et Holmestrand. Une partie de Breimyr a été abandonnée.